# At the Gates (EP)
At the Gates je druhé EP maďarské power metalové kapely Wisdom. EP vypráví příběh fiktivní postavy, maskota kapely zvaného Wiseman.

## Příběh
Na každém albu skupiny pokračuje příběh maskota Wisemana jakožto koncept celého alba:
"Ti, kteří hledali pravdu a vědění, se shromáždili ve velkých počtech. Moudré myšlenky zaujaly jejich mysl a naděje na lepší časy v nich byla o to více posílena. Věděli o dlouhé a únavné cestě, jež před nimi stále ležela, rozhodli se po ní však jít i přes všechny komplikace a nebezpečí, jaká s sebou nesla. Ale pravá víra a vytrvalost nebyla v každém z nich tak nezlomná. Využívaje zranitelnosti jednoho z nich, i zde se zlo uhnízdilo. Ďábelská slova mu začala slibovat jednodušší a slavnější cestu, na jejímž konci měla zářit nepochopitelná síla a moc. Ocitl se tak u bran (At The Gates) Nebe a Pekla a jeho slabost jej přemohla. Jakmile byla smlouva se zlem zpečetěna, nebylo pro něj již cesty zpět." -třetí část příběhu

(převzato z Wisdom, překlad z bookletu alba)

## Obsazení
- István Nachladal – zpěv
- Gábor Kovács – kytara
- Zsolt Galambos – kytara
- Máté Molnár – basová kytara
- Péter Kern – bicí [2]

## Seznam písní
1. Prelude to the Gates
2. At the Gates
3. All Alone[1]